# Vrbas Hunters
I Vrbas Hunters sono una squadra di football americano di Vrbas, in Serbia, fondata nel 2005.

## Dettaglio stagioni

### Tornei nazionali

#### Campionato

##### Superliga
| Stagione | regular season | regular season | regular season | regular season | regular season | regular season | playoff | playoff | playoff | playoff | playoff | playoff   | playoff    |
|          | Vin            | Par            | Per            | Tot            | PF             | PS             | Vin     | Per     | Tot     | PF      | PS      | risultato | avversaria |
| -------- | -------------- | -------------- | -------------- | -------------- | -------------- | -------------- | ------- | ------- | ------- | ------- | ------- | --------- | ---------- |
| 2011     | 0              | 0              | 7              | 7              | 13             | 238            | -       | -       | -       | -       | -       | -         | -          |
| Totale   | 0              | 0              | 7              | 7              | 13             | 238            | -       | -       | -       | -       | -       |           |            |

Fonti: Enciclopedia del Football - A cura di Roberto Mezzetti

##### Prva Liga
| Stagione | regular season | regular season | regular season | regular season | regular season | regular season | playoff | playoff | playoff | playoff | playoff | playoff      | playoff                  |
|          | Vin            | Par            | Per            | Tot            | PF             | PS             | Vin     | Per     | Tot     | PF      | PS      | risultato    | avversaria               |
| -------- | -------------- | -------------- | -------------- | -------------- | -------------- | -------------- | ------- | ------- | ------- | ------- | ------- | ------------ | ------------------------ |
| 2012     | 6              | 0              | 2              | 8              | 293            | 62             | -       | -       | -       | -       | -       | -            | -                        |
| 2013     | 5              | 0              | 0              | 5              | 174            | 30             | 0       | 1       | 1       | 7       | 21      | Non promossi | Mladenovac Forestlanders |
| 2014     | 4              | 0              | 2              | 6              | 161            | 71             | 0       | 1       | 1       | 6       | 44      | Non promossi | Čačak Angel Warriors     |
| Totale   | 15             | 0              | 4              | 19             | 628            | 163            | 0       | 2       | 2       | 13      | 65      |              |                          |

Fonti: Enciclopedia del Football - A cura di Roberto Mezzetti

### Tornei internazionali

#### EFAF Challenge Cup
| Stagione | regular season | regular season | regular season | regular season | regular season | regular season | playoff | playoff | playoff | playoff | playoff | playoff   | playoff    |
|          | Vin            | Par            | Per            | Tot            | PF             | PS             | Vin     | Per     | Tot     | PF      | PS      | risultato | avversaria |
| -------- | -------------- | -------------- | -------------- | -------------- | -------------- | -------------- | ------- | ------- | ------- | ------- | ------- | --------- | ---------- |
| 2009     | 1              | 0              | 2              | 3              | 30             | 122            | -       | -       | -       | -       | -       | -         | -          |
| Totale   | 1              | 0              | 2              | 3              | 30             | 122            | -       | -       | -       | -       | -       |           |            |

Fonti: Enciclopedia del Football - A cura di Roberto Mezzetti

### Riepilogo fasi finali disputate
| Anno           | Luogo | Evento    | Fase del torneo      | Incontro                                 | Risultato |
| 23 giugno 2013 |       | Prva Liga | Spareggio promozione | Vrbas Hunters - Mladenovac Forestlanders | 7 - 21    |
| 22 giugno 2014 | Čačak | Prva Liga | Spareggio promozione | Čačak Angel Warriors - Vrbas Hunters     | 44 - 6    |